# Nora Velázquez
Nora Velázquez (Ciutat de Mèxic, 8 de gener de 1954) és una actriu i comediant mexicana de destacada trajectòria en cinema, teatre i televisió, coneguda per interpretar el personatge còmic de Chabelita; personatge que va aparèixer per primera vegada en el programa Humor es... Los Comediantes, també s'ha destacat al cinema i melodrames de l'empresa Televisa.

## Biografia
Va començar la seva carrera artística en 1979 en la pel·lícula María de mi corazón, cinta dirigida per Jaime Humberto Hermosillo a la qual li van seguir una llarga llista de produccions cinematogràfiques.
En televisió va interpretar majorment personatges còmics destacany amb la interpretació del personatge de Chabelita, una dona que és vídua i que se la passa confessant tots els seus pecats.
El 2002 participa a la sèrie de comèdia La familia P. Luche on interpreta a "Francisca Dávalos" la mare de "Federica" (Consuelo Duval).
En telenovel·les ha participat en produccions de Televisa entre les quals destaquen Marisol, Carita de ángel, Aventuras en el tiempo entre d'altres.

### Chabelita
El personatge va ser creat pel dramaturg Alejandro Licona, qui va assegurar en una entrevista que Nora sempre va estar lligada, d'alguna manera, a Chabelita ja que havia crescut en un internat dirigit per monges que la feien confessar-se des de petita.

## Filmografia

### Cinema
- Cosas imposibles (2021) - Matilde[7]
- Mamá se fue de viaje (2019)
- La calle de la amargura (2015) - Dora
- Las caras de la luna (2002) - Anita
- Atlético San Pancho (2001) - Directora
- Sin remitente (1995) - Rosa
- El Tesoro de Cleotilde (1994) - Lola
- La vida conyugal (1993) - Dorotea
- Los Años de Greta (1992) - Enfermera
- Cómodas mensualidades (1992) - Mare de Verónica
- Las buenas costumbres (1990) - Sra. Cuellar
- Miss Caribe (1988) - Susa
- Chiquita pero picosa (1986)
- ¿Cómo ves? (1986)
- María de mi corazón (1979) - Infermera

### Televisió
- Esta historia me suena (2022)[8]
- Madre solo hay dos (2021) - Altagracia[9]
- Las increíbles aventuras de un Hada Madrina (2020) - Bruja de Montilla / La Bruja de Montilla
- Relatos macabrones (2020) - Doña Petra / Doña Pelos, Abuela / Tamalera, Nana
- Hijos de su madre (2018) - Catalina
- Fuego en la sangre (2008) - María Esperanza
- Al diablo con los guapos (2007-2008) - Bloody Mary
- Amor mío (2006-2008) - Sara "Sarita" Parra Andaluz
- La casa de la risa (2003-2005) - Chabelita
- La familia P. Luche (2002-2012) - Francisca Dávalos
- Mujer, casos de la vida real (2001-2005)
- Aventuras en el tiempo (2001) - Rocío del Bosque y Verduzco (Super Rocío)
- Carita de ángel (2000) - Srta. Agripina Malpica[10]
- Cuento de Navidad (1999-2000)
- ¿Qué nos pasa? (1999) - Chabelita
- Humor es... Los Comediantes (1999-2001) - Chabelita
- Marisol (1996) - Petra
- La vida en risa (1994)
- La caravana (1988-1990)